# Aleksandr Martynow (polityk)
Aleksandr Władimirowicz Martynow (ur. 12 stycznia 1981 w Tyraspolu) – naddniestrzański polityk, premier Naddniestrza od 17 grudnia 2016 do 30 maja 2022.

## Życiorys
Rosjanin z pochodzenia. Ukończył studia ekonomiczne w Akademii Wiedzy Ekonomicznej w Kiszyniowie oraz studia na Rosyjskiej Akademii Gospodarki Narodowej i Administracji Publicznej przy Prezydencie Federacji Rosyjskiej. Następnie kształcił się na kursach specjalistycznych przy firmach Ernst&Young (oddział kijowski) i PricewaterhouseCoopers (oddział moskiewski).
Po powrocie do Naddniestrza kierował działem ekonomicznym klubu sportowego „Szerif” („Sheriff”), sponsorowanego przez holding o tej samej nazwie, następnie był dyrektorem ekonomicznym zakładów „Tiraspolskij Chlebokombinat”, pracował w naddniestrzańskim Ministerstwie Finansów jako kierownik departamentu polityki podatkowej i metodologii rachunkowości, doradzał przewodniczącemu Rady Najwyższej Naddniestrza. Współpracował z rosyjskim pismem ekonomicznym „Korporatiwnaja finansowaja otczotnost'”.
16 grudnia 2016 został nominowany na urząd premiera Naddniestrza przez wybranego kilka dni wcześniej na urząd prezydenta nieuznawanej republiki Wadima Krasnosielskiego, a dzień później jego kandydaturę zatwierdziła jednogłośnie Rada Najwyższa. W maju 2022 zrezygnował ze stanowiska, pełnił funkcję do 26 maja tegoż roku.
Jest żonaty, ma dwie córki.